# Nisipitu
Nisipitu (ukr. Нісіпіт, Nisipit) – wieś w Rumunii, w okręgu Suczawa, w gminie Ulma. W 2011 roku liczyła 392 mieszkańców. 